# زلزاوا
زلزاوا (به لاتین: Dzelzava) یک روستا در لتونی است که در شهرداری مادونا واقع شده‌است. زلزاوا ۳۷۵ نفر جمعیت دارد.